# Église Saint-Saturnin de Boule-d'Amont
Pour les articles homonymes, voir Église Saint-Saturnin.
L'église Saint-Saturnin de Boule-d'Amont est une église romane située à Boule-d'Amont, dans le département français des Pyrénées-Orientales en région Occitanie.

## Localisation
L'église Saint-Saturnin se situe à mi-distance entre le prieuré de Serrabona et la chapelle de la Trinité de Prunet-et-Belpuig, dans les Aspres, sur la route départementale 618 qui effectue la jonction entre le Conflent (au nord) et le Vallespir (au sud).

## Historique
Mentionnée en 1011, l'église Saint-Saturnin a été construite au XIe siècle.
Elle a été remaniée au XVIIIe siècle par l'adjonction d'un collatéral au nord, et la construction d'un nouveau portail à l'ouest, en remplacement de la porte d'origine, qui s'ouvrait sur le mur méridional de la nef.
Elle fait l'objet d'une inscription au titre des monuments historiques depuis le 23 octobre 1972.

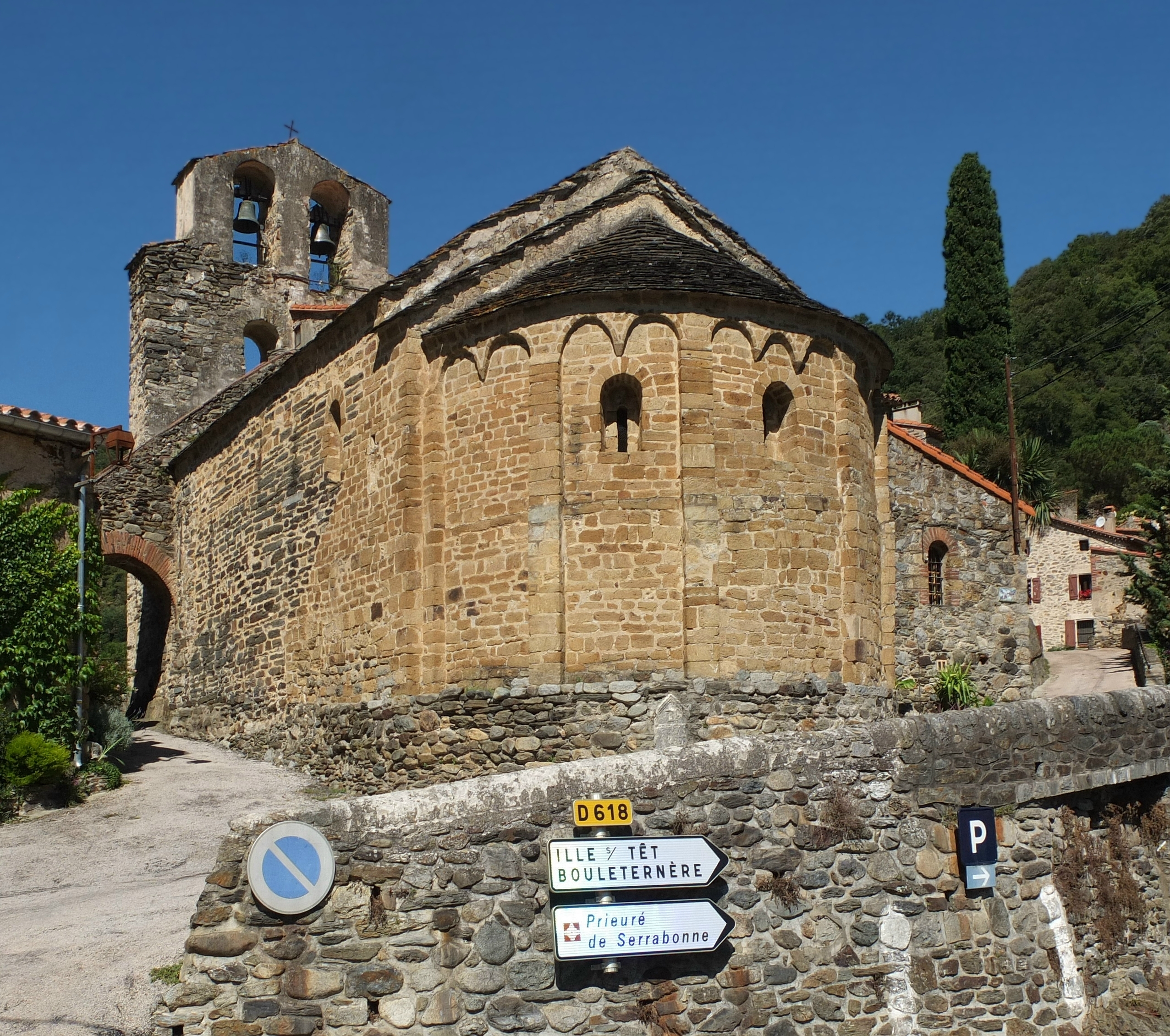
Le chevet, la façade méridionale et le clocher-mur.

## Architecture

### Architecture extérieure

#### Le chevet roman lombard
L'église Saint-Saturnin de Boule-d'Amont possède un chevet de style roman lombard à abside unique.
Cette abside est édifiée en pierre de taille de couleur brune assemblée en appareil irrégulier et reposant sur un puissant soubassement en moellons gris. Elle présente une décoration composée de lésènes liées à leur sommet par des arcatures aveugles formées de deux ou trois arcs en plein cintre, ce qu'on appelle bande lombarde.
L'abside, qui présente à mi-hauteur une assise de pierres plus foncées, est percée de plusieurs fenêtres, à simple ébrasement, surmontées d'un arc en plein cintre composé de moellons posés sur champ.

#### La façade occidentale

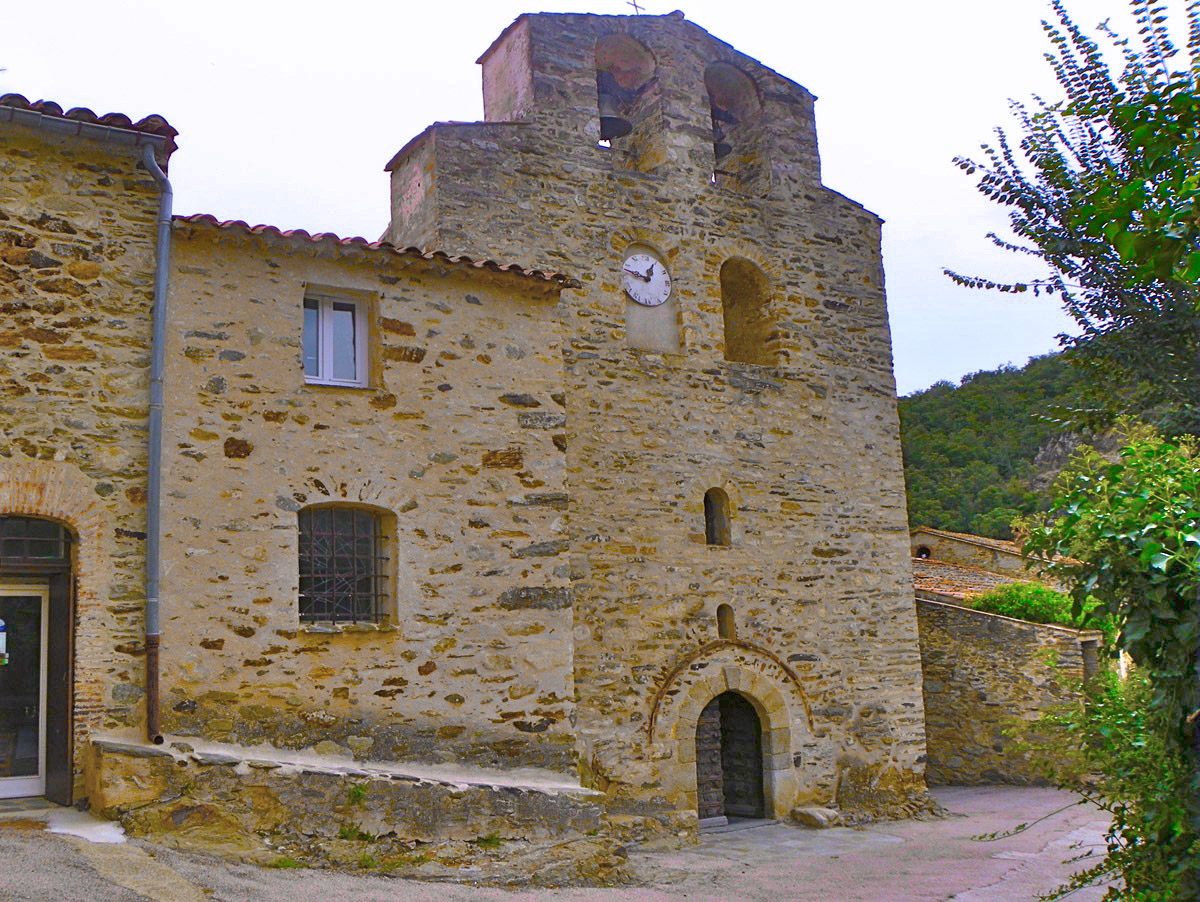
La façade occidentale.

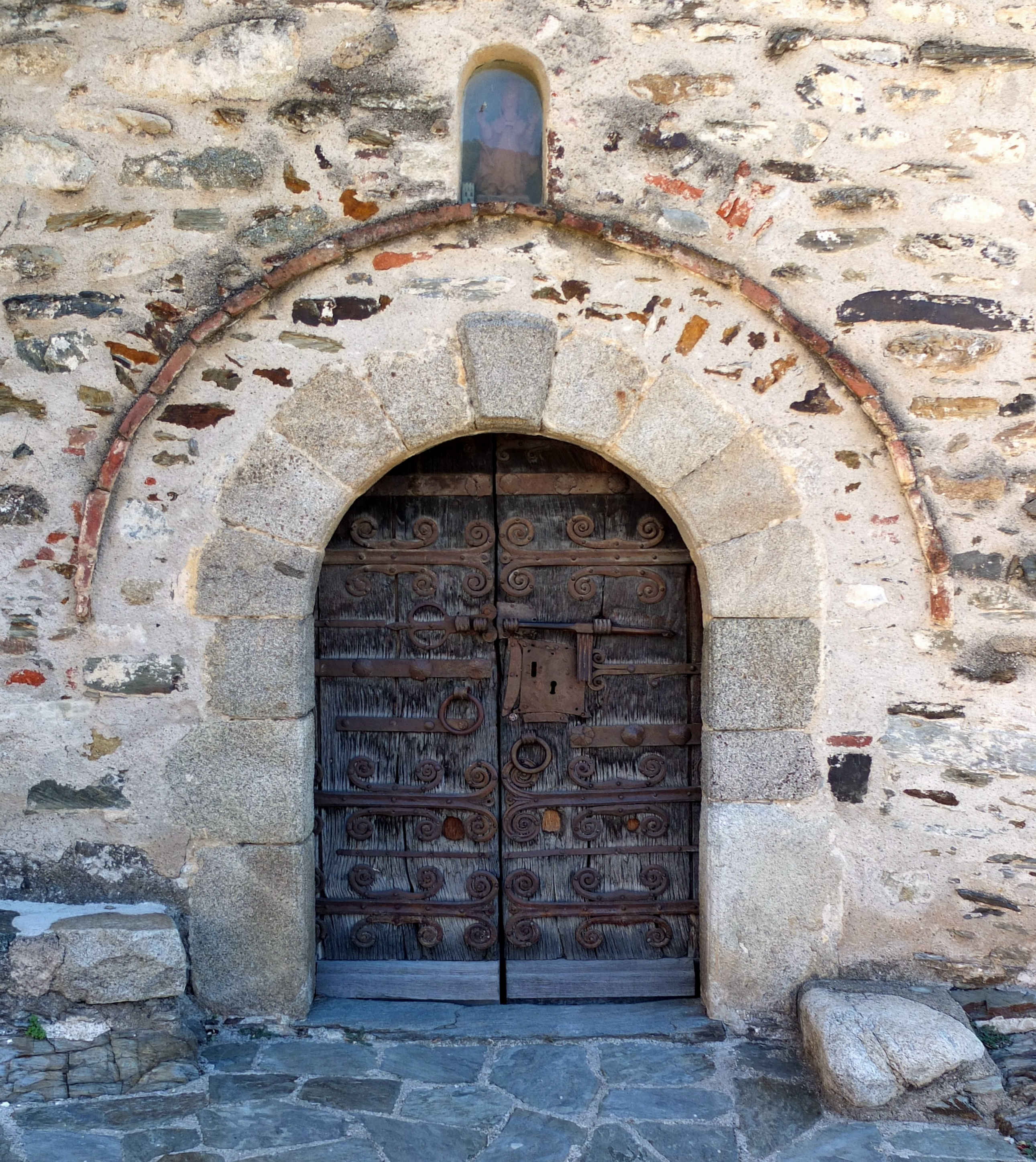
Le portail

La façade occidentale, massive, est dominée par un puissant clocher-mur percé de deux grandes baies campanaires.
À sa base, elle présente une belle porte de tradition romane, ouverte au XVIIIe siècle, dont les piédroits sont constitués de blocs de pierre massifs, prolongés par les claveaux de l'arc en plein cintre, à clef saillante.
La porte est surmontée par un larmier et par deux petites baies cintrées.

### Architecture intérieure
L'édifice roman, conservé dans sa quasi-intégralité, présentait une nef unique de deux travées, fermée à l'est par une abside semi-circulaire voûtée en cul-de-four, et précédée d'une travée de chœur.
Au XVIIIe siècle, la nef fut agrandie au nord par la création d'un collatéral de deux travées. La communication entre les deux parties de l'édifice s'effectue par le biais de deux arches en plein cintre percées dans le mur septentrional de la nef romane.